# Ceulanamaesmawr
Ceulanamaesmawr é uma comunidade em Cardiganshire, Gales. Além de ser uma comunidade, é também uma zona eleitoral incluindo a área circundante. A população total no Censo do Reino Unido realizado em 2011 era de 1.910.